# Badergasse 7 (Alsfeld)

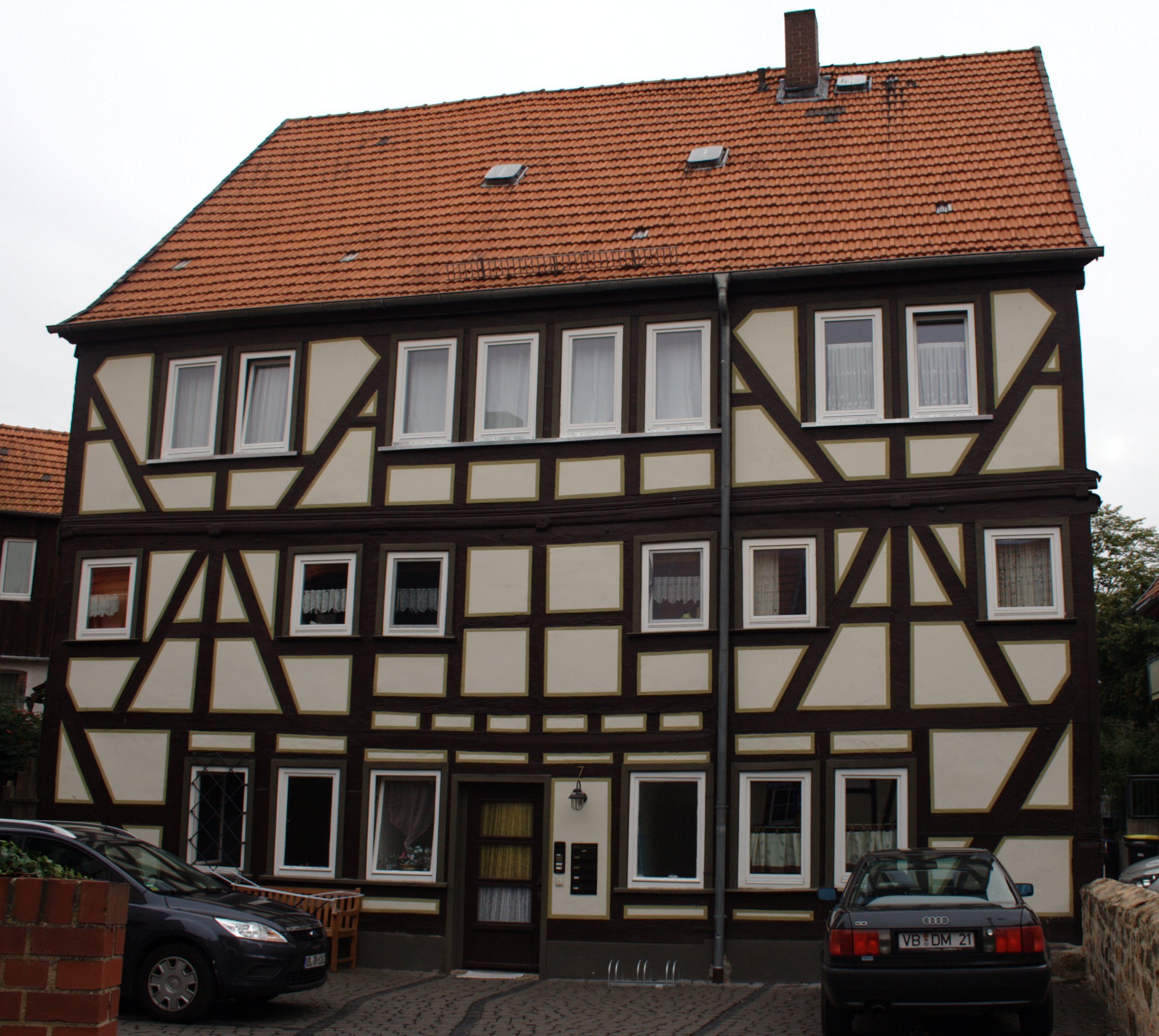
Haus Badergasse 7 in Alsfeld

Das Gebäude Badergasse 7 in Alsfeld, einer Stadt im Vogelsbergkreis in Hessen, wurde im ersten Drittel des 18. Jahrhunderts errichtet. Das Fachwerkhaus ist ein geschütztes Kulturdenkmal.
Das freistehende, dreigeschossige Wohnhaus hat erhebliche Eingriffe in seine historische Bausubstanz erfahren. Die meisten der heute sehr vielen Fenster stammen aus neuerer Zeit. Die Größe des Gebäudes inmitten kleinmaßstäblicher Bebauung ist bemerkenswert.